# 南五里堡站

南五里堡站是郑州地铁2号线与5号线的地铁换乘站，位于中华人民共和国河南省郑州市管城回族区紫荆山路与航海东路交叉口，2号线部分于2016年8月19日投入运营，5号线部分于2019年5月20日投入运营。

## 車站結構
南五里堡站分为2号线车站和5号线车站两部分。2号线车站的主体结构位于紫荆山路与航海东路交叉口地下，沿紫荆山路呈南北向布置，总长192米。5号线车站的主体结构位于2号线车站东侧的航海东路地下，沿航海东路呈东西向布置，与2号线车站形成“T”形交叉。

### 车站楼层
南五里堡站2号线车站的主体结构为地下二层车站，B1层为站厅层，B2层为站台层。5号线车站的主体结构为地下三层车站，B1层为站厅层，B2层为设备层，B3层为站台层。

#### 2号线车站楼层
| 1F  | 地面     | A、D出入口                                                        | A、D出入口                                                        | A、D出入口                                                        |
| B1F | 站厅     | 客服中心、自动售票机、行李检查、闸机、车站控制室 连通 █ 5号线站厅 | 客服中心、自动售票机、行李检查、闸机、车站控制室 连通 █ 5号线站厅 | 客服中心、自动售票机、行李检查、闸机、车站控制室 连通 █ 5号线站厅 |
| B2F | █ 2号线  | 往贾河方向 （二里岗）                                             | 往贾河方向 （二里岗）                                             | 往贾河方向 （二里岗）                                             |
| B2F | 岛式站台 |                                                                   | 至站厅 至 █ 5号线站台 (高峰期禁入)                                | 卫生间                                                            |
| B2F | █ 2号线  | 往南四环/城郊线郑州航空港站方向 （花寨）                          | 往南四环/城郊线郑州航空港站方向 （花寨）                          | 往南四环/城郊线郑州航空港站方向 （花寨）                          |

#### 5号线车站楼层
| 1F  | 地面     | E、F出入口                                                        | E、F出入口                                                        | E、F出入口                                                        |
| B1F | 站厅     | 客服中心、自动售票机、行李检查、闸机、车站控制室 连通 █ 2号线站厅 | 客服中心、自动售票机、行李检查、闸机、车站控制室 连通 █ 2号线站厅 | 客服中心、自动售票机、行李检查、闸机、车站控制室 连通 █ 2号线站厅 |
| B2F | 设备层   | 车站设备                                                          | 车站设备                                                          | 车站设备                                                          |
| B3F | █ 5号线  | 内环方向（冯庄）                                                  | 内环方向（冯庄）                                                  | 内环方向（冯庄）                                                  |
| B3F | 岛式站台 | 至 █ 2号线站台                                                    | 至站厅                                                            | 卫生间                                                            |
| B3F | █ 5号线  | 外环方向 （城东南路）                                             | 外环方向 （城东南路）                                             | 外环方向 （城东南路）                                             |

### 站厅
南五里堡站的2号线车站和5号线车站各设1座站厅，均设有客服中心、自动售票机、行李检查、车站控制室等设施。两座站厅均由闸机和栏杆分隔为付费区和非付费区，5号线站厅的西端与2号线站厅连通，付费区和非付费区均互相连接。两座站厅的付费区内均设有自动扶梯、步梯和无障碍电梯，连接对应的站台。5号线站厅近E口通道处设有卫生间和母婴室。

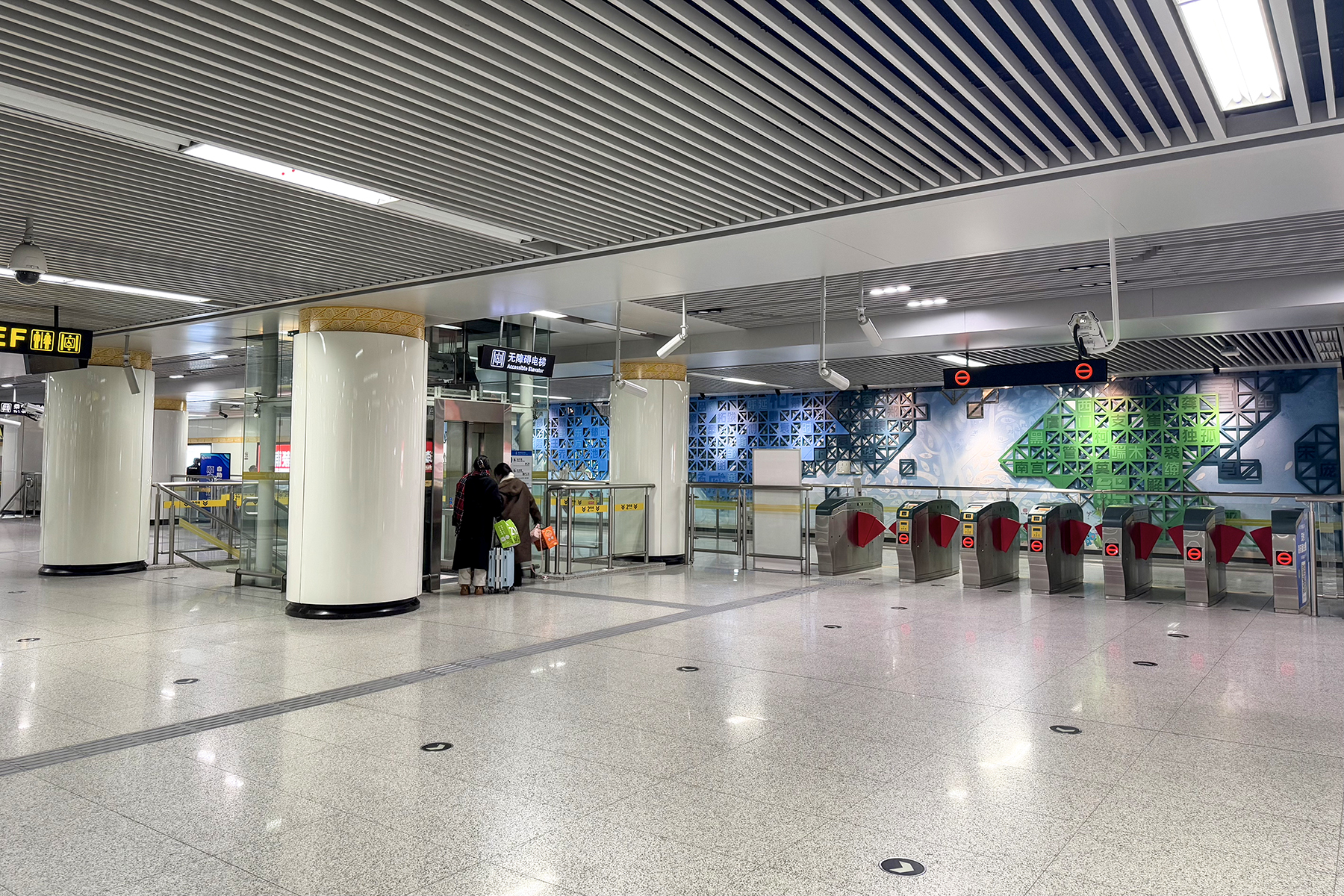
2号线站厅
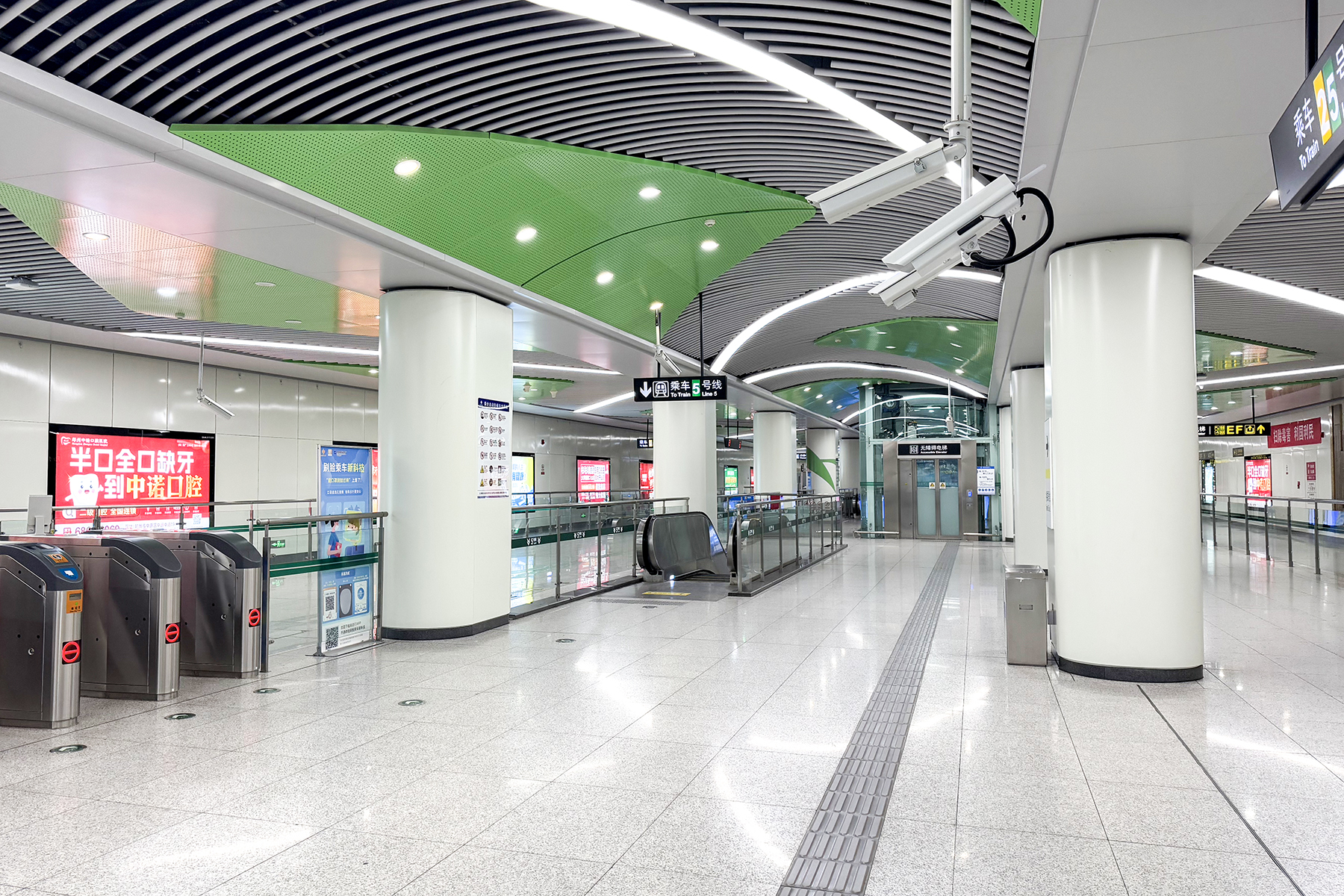
5号线站厅
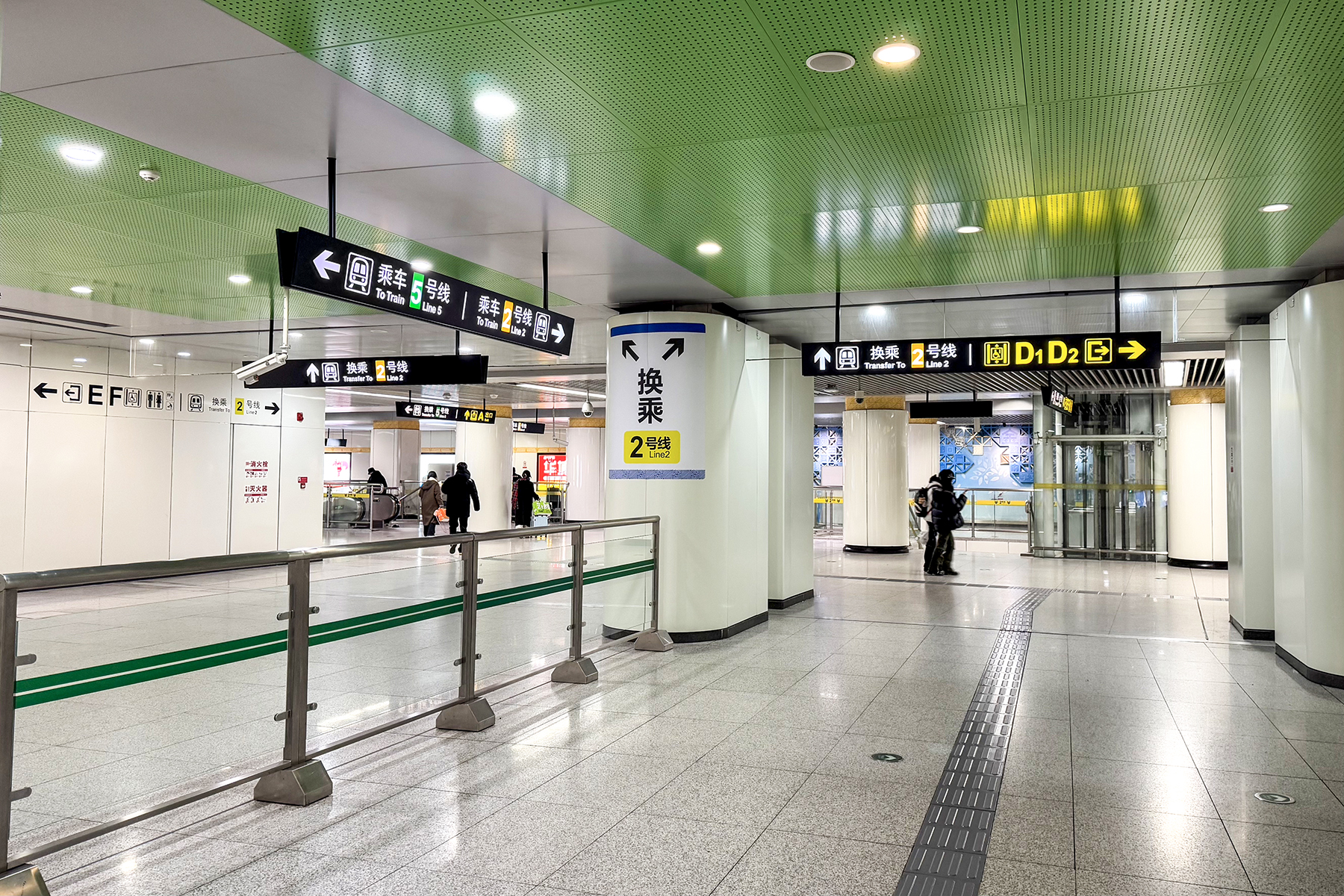
5号线站厅西端与2号线站厅连接处

### 站台
南五里堡站的2号线车站和5号线车站各设1座岛式站台，均安装有高站台门。2号线站台位于B2层，呈南北向，西侧站台面由往南四环/城郊线郑州航空港站方向列车的使用，东侧站台面由往贾河方向的列车使用，站台南端设有卫生间。5号线站台位于B3层，呈东西向，北侧站台面由往内环方向列车的使用，南侧站台面由往外环方向的列车使用，站台东端设卫生间。
该站的两座站台呈“T”形相交，在2号线站台的中部设有步梯换乘通道，连接5号线站台的西端，形成T形换乘节点，供乘客在两线之间换乘。但该换乘节点在工作日的早晚高峰期（7:30-9:00和17:00-19:00）仅限5号线换乘2号线的乘客使用，在此时间段内，2号线换乘5号线仅能通过站厅。

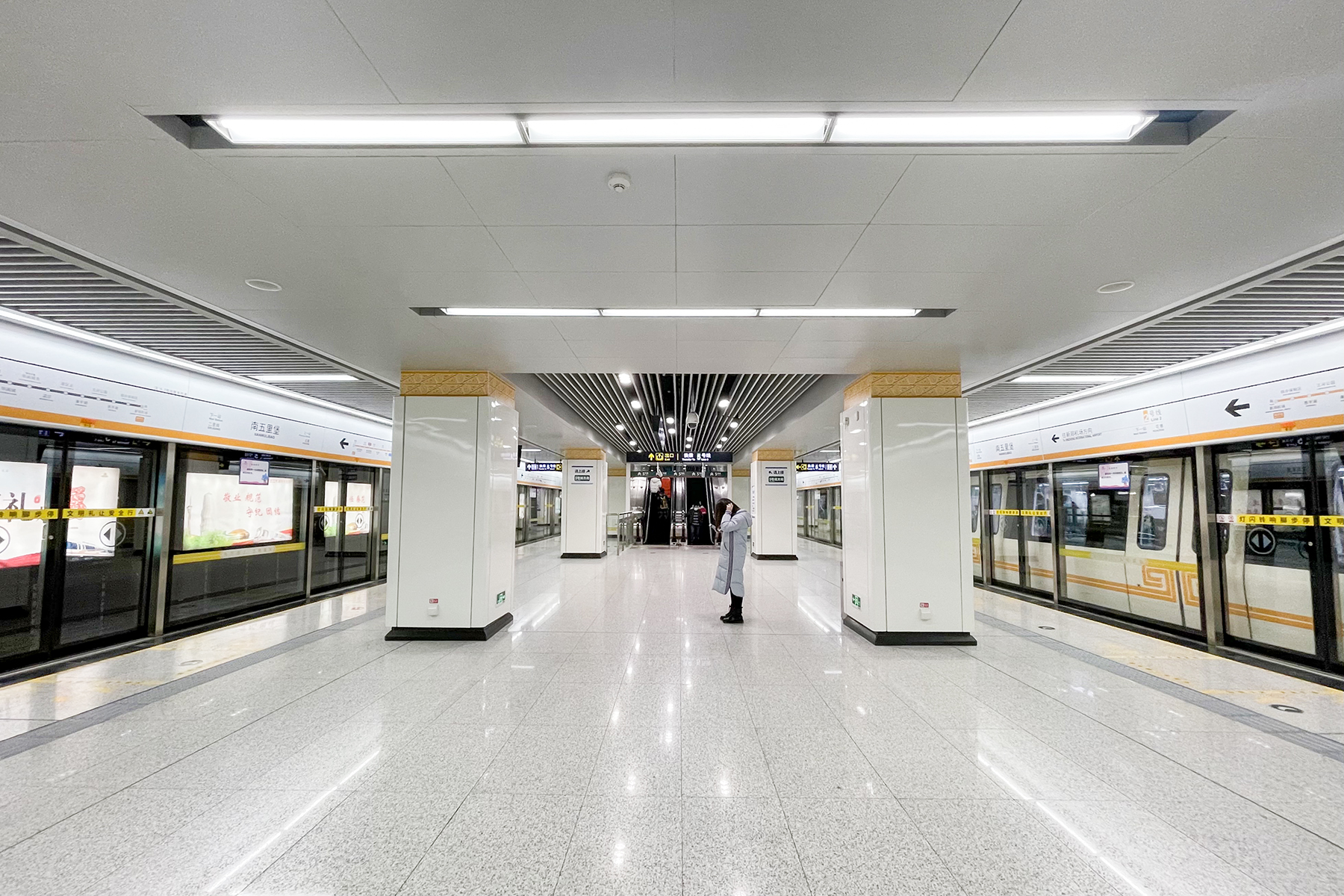
2号线站台
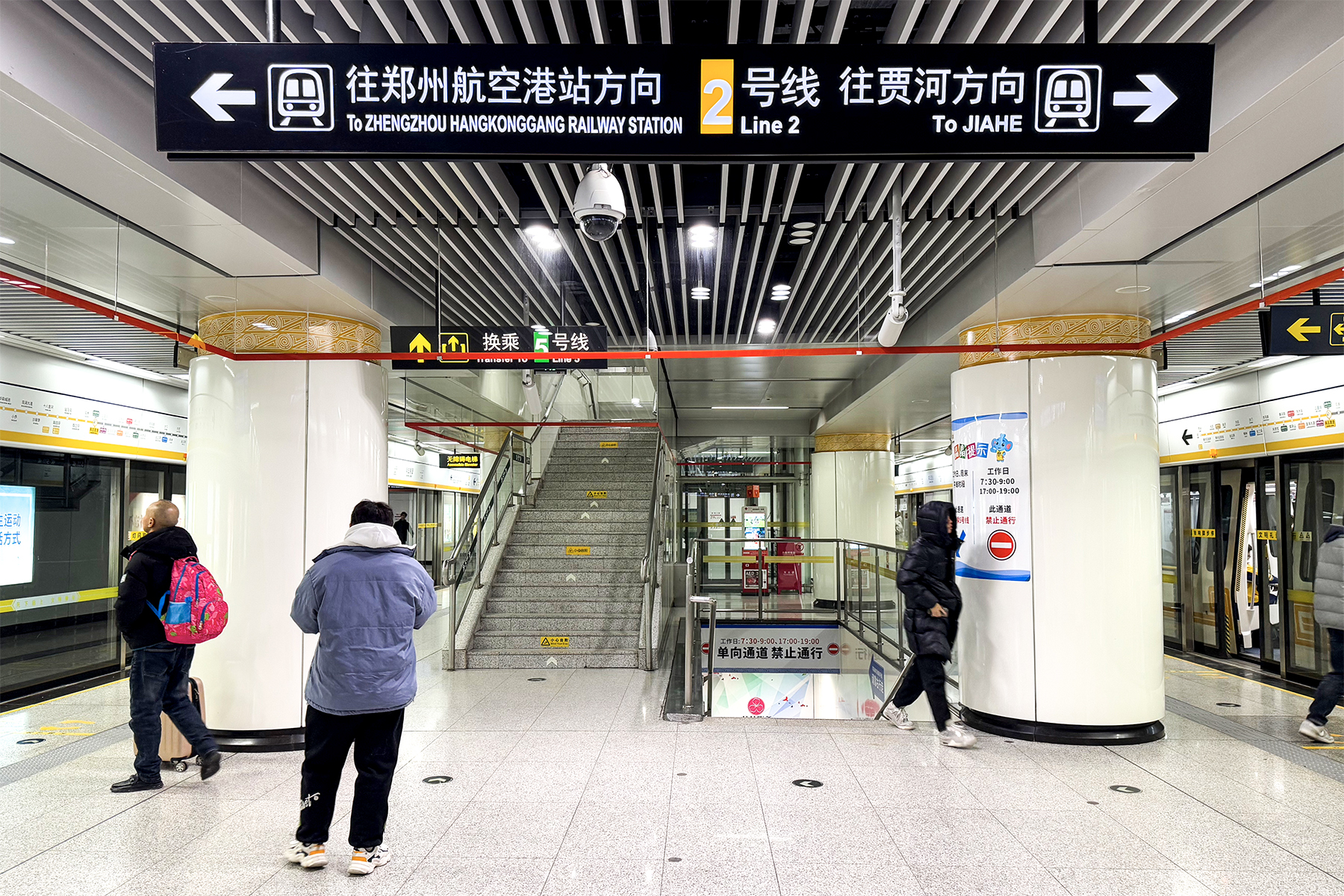
2号线站台中部的换乘节点
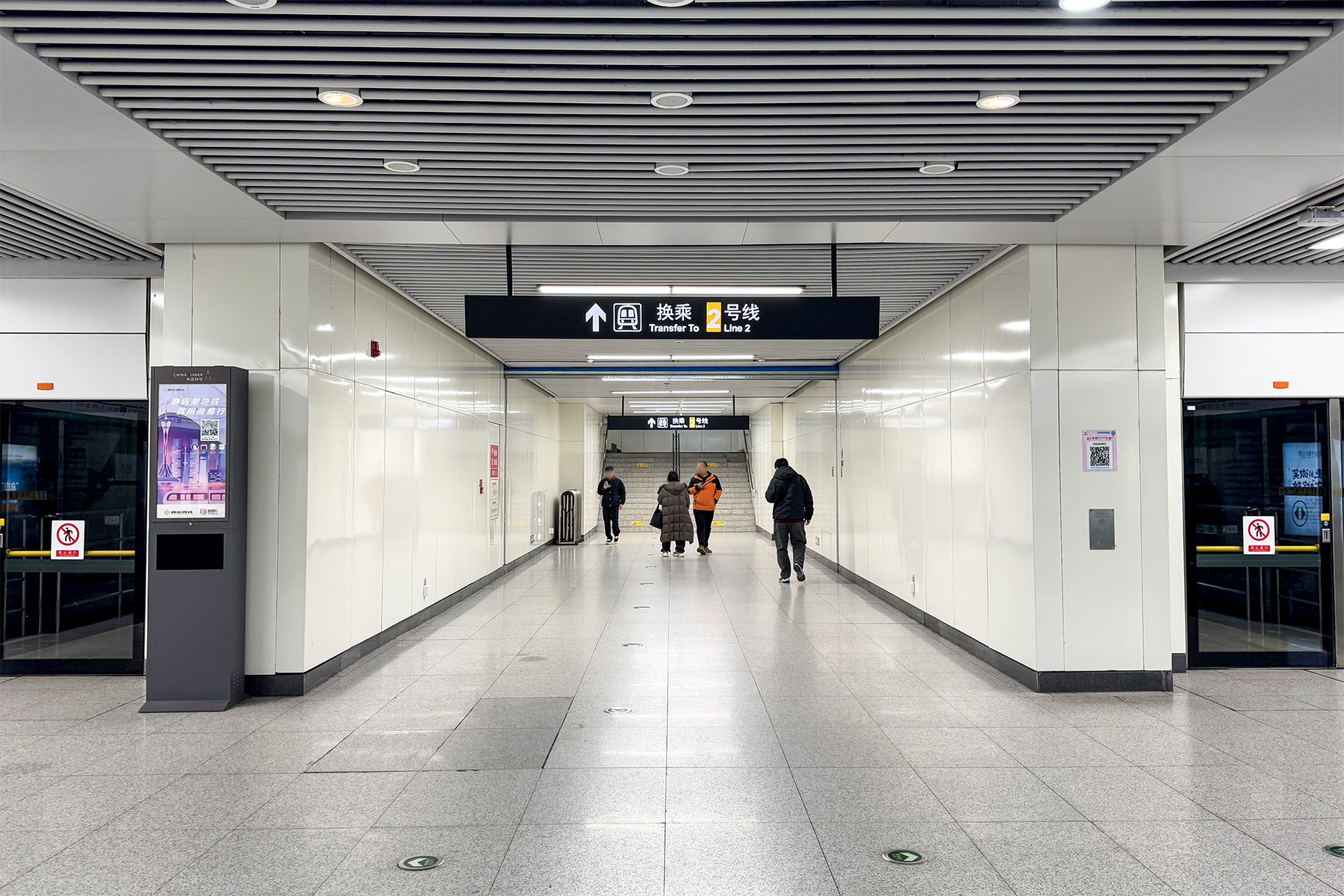
5号线站台西端的换乘节点
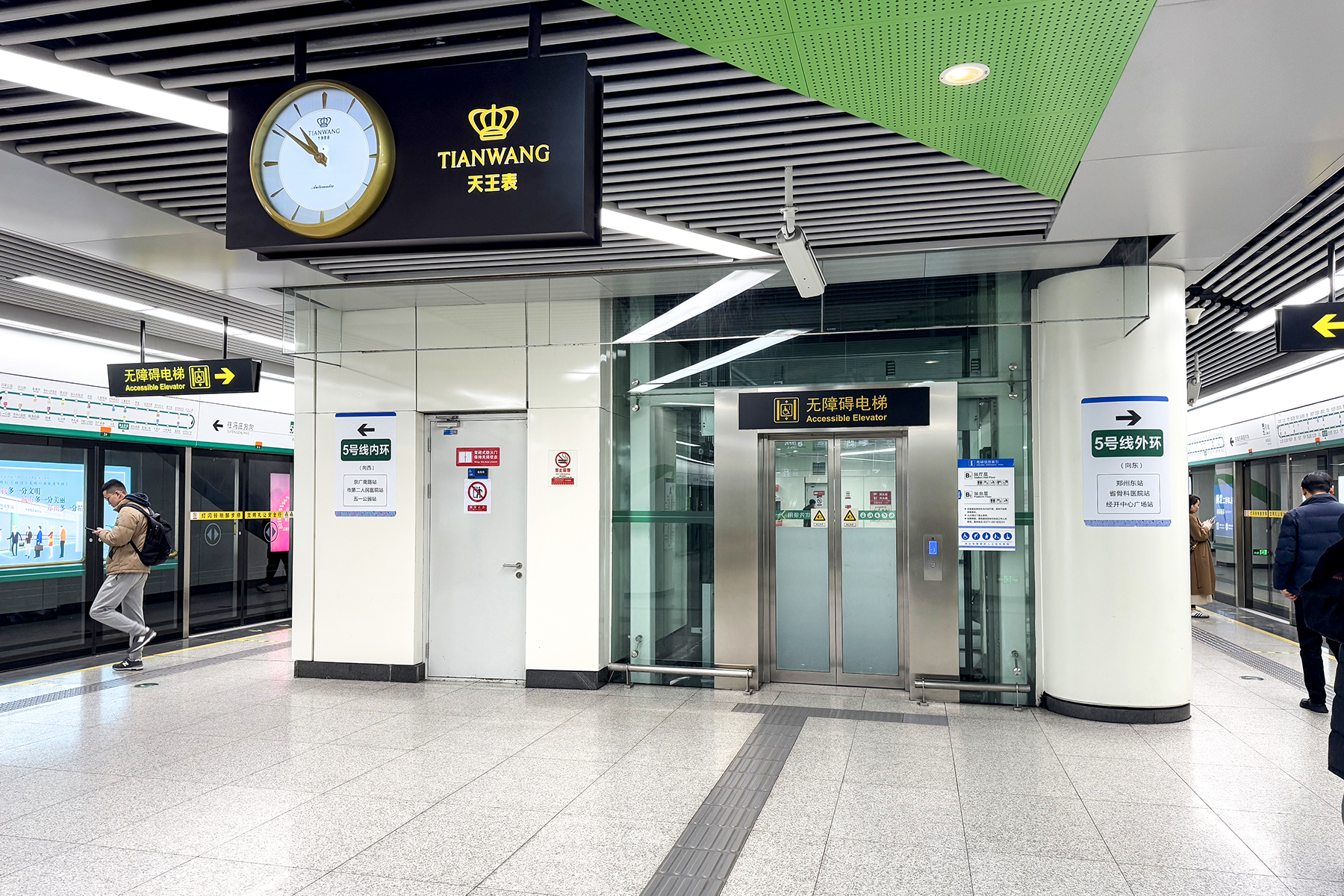
5号线站台中部的无障碍电梯

### 出入口
南五里堡站已启用A、D、E、F共4个出入口，A、D口连接地面和2号线站厅的非付费区，E、F口连接地面和5号线站厅的非付费区。其中A口位于紫荆山路与航海东路交叉路口的东南角，D口在地面又分为D1口和D2口，分别位于紫荆山路与航海东路交叉路口的东北角和新郑路与航海东路交叉路口的西北角，E口和F口分别位于新郑路与航海东路交叉路口的东北角和东南角。D2口和F口设有无障碍电梯。
该站已启用的各出入口信息如下表所示。
| 紫荆山路航海路 | 紫荆山路航海路 | 紫荆山路航海路 | 紫荆山路航海路 | 紫荆山路航海路 |
| 编号           | 路线           | 路线           | 路线           | 备注           |
| -------------- | -------------- | -------------- | -------------- | -------------- |
| 129            | 郑州东站       | ⇆              | 汽车客运南站   |                |
| 136            | 百荣世贸商城   | ⇆              | 紫荆山路航海路 | 原38路大站快车 |
| 212            | 东三环双湖大道 | ⇆              | 紫荆山路航海路 |                |

| 紫荆山路航海路 | 紫荆山路航海路   | 紫荆山路航海路 | 紫荆山路航海路 | 紫荆山路航海路 |
| 编号           | 路线             | 路线           | 路线           | 备注           |
| -------------- | ---------------- | -------------- | -------------- | -------------- |
| 13             | 苏庄             | ⇆              | 火车站         | B5路支线       |
| G78            | 森林湖公交站     | ⇆              | 航海路中州大道 |                |
| G86            | 经南五路公交站   | ⇆              | 建设路国棉六厂 |                |
| 292            | 金祥路公交站     | ⇆              | 陇海路新郑路   |                |
| S117           | 佛岗村公交站     | ⇆              | 紫荆山路航海路 |                |
| S121           | 姚庄公交站       | ⇆              | 市第三人民医院 |                |
| S162           | 佛岗村公交站     | ⇆              | 城南路城东路   |                |
| Y16            | 紫荆山南路南四环 | ⇆              | 紫荆山路顺河路 | 夜间服务       |

| 航海路新郑路 | 航海路新郑路   | 航海路新郑路 | 航海路新郑路         | 航海路新郑路 |
| 编号         | 路线           | 路线         | 路线                 | 备注         |
| ------------ | -------------- | ------------ | -------------------- | ------------ |
| G78          | 森林湖公交站   | ⇆            | 航海路中州大道       |              |
| G86          | 经南五路公交站 | ⇆            | 建设路国棉六厂       |              |
| 129          | 郑州东站       | ⇆            | 汽车客运南站         |              |
| B16          | 赣江路公交站   | ⇆            | 商务内环路商务东一街 |              |
| B101         | 电厂路公交站   | ⇆            | 石化路公交站         |              |
| Y28          | 航海路秦岭路   | ⇆            | 郑汴路中州大道       | 夜间服务     |

| 航海路新郑路 | 航海路新郑路   | 航海路新郑路 | 航海路新郑路         | 航海路新郑路 |
| 编号         | 路线           | 路线         | 路线                 | 备注         |
| ------------ | -------------- | ------------ | -------------------- | ------------ |
| G78          | 森林湖公交站   | ⇆            | 航海路中州大道       |              |
| G86          | 经南五路公交站 | ⇆            | 建设路国棉六厂       |              |
| 129          | 郑州东站       | ⇆            | 汽车客运南站         |              |
| B16          | 赣江路公交站   | ⇆            | 商务内环路商务东一街 |              |
| B101         | 电厂路公交站   | ⇆            | 石化路公交站         |              |
| Y28          | 航海路秦岭路   | ⇆            | 郑汴路中州大道       | 夜间服务     |

## 车站装饰
南五里堡站的2号线车站和5号线车站均在站厅内设置了文化墙。2号线车站為2號線一期工程6座設有文化牆的車站之一，站厅内的文化墙名为“寰宇寻根”，以中国的姓氏文化为主题。该文化墙用不锈钢、金属着色打造，以河南地区的主要姓氏构成抽象的世界地图，背景为中华姓氏树，以表现各姓氏的同宗同源。
5号线规划的18座换乘站在装修设计上分别以河南省的18个地级市的特色为主题，该站为漯河特色站，因漯河市下辖的郾城县为《说文解字》作者许慎的故乡，在5号线站厅内设有以“说文解字”为主题的文化墙。文化墙长29.96米，高3.05米，采用宋刻元修《大徐本》的《说文解字》影印为底本，画面分为：许慎、部首五百四十、六书、文字和小篆五个版块，表现《说文解字》这部中国文字研究及字书编纂的开山之作。文化墙采用黄铜板、紫铜板和钢板材料，通过蚀刻、透雕、沁色等技能，制作出雕版拓印的阴阳浮雕版本形态，在例证和重点处加盖朱砂漆印章，不同的圆圈表示批、注、点、校等内涵，乳白色钢板喻示麻纸。
与大多数郑州地铁车站一样，南五里堡站的站台上设有站名书法大字壁，2号线车站和5号线车站的站名均由中国书法家协会名誉主席张海题写，但为不同时间题写的不同作品。

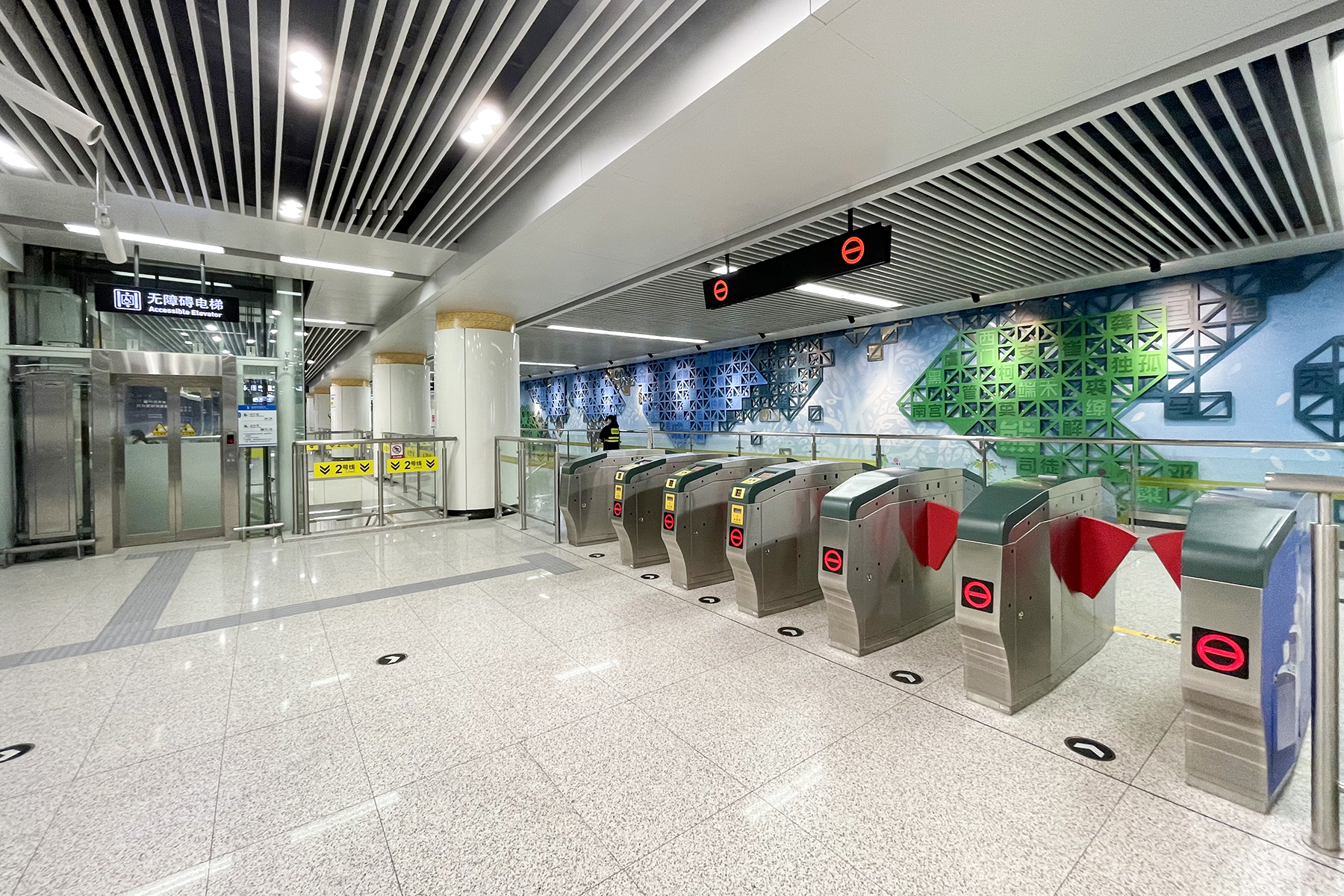
2号线站厅内的“寰宇寻根”文化墙
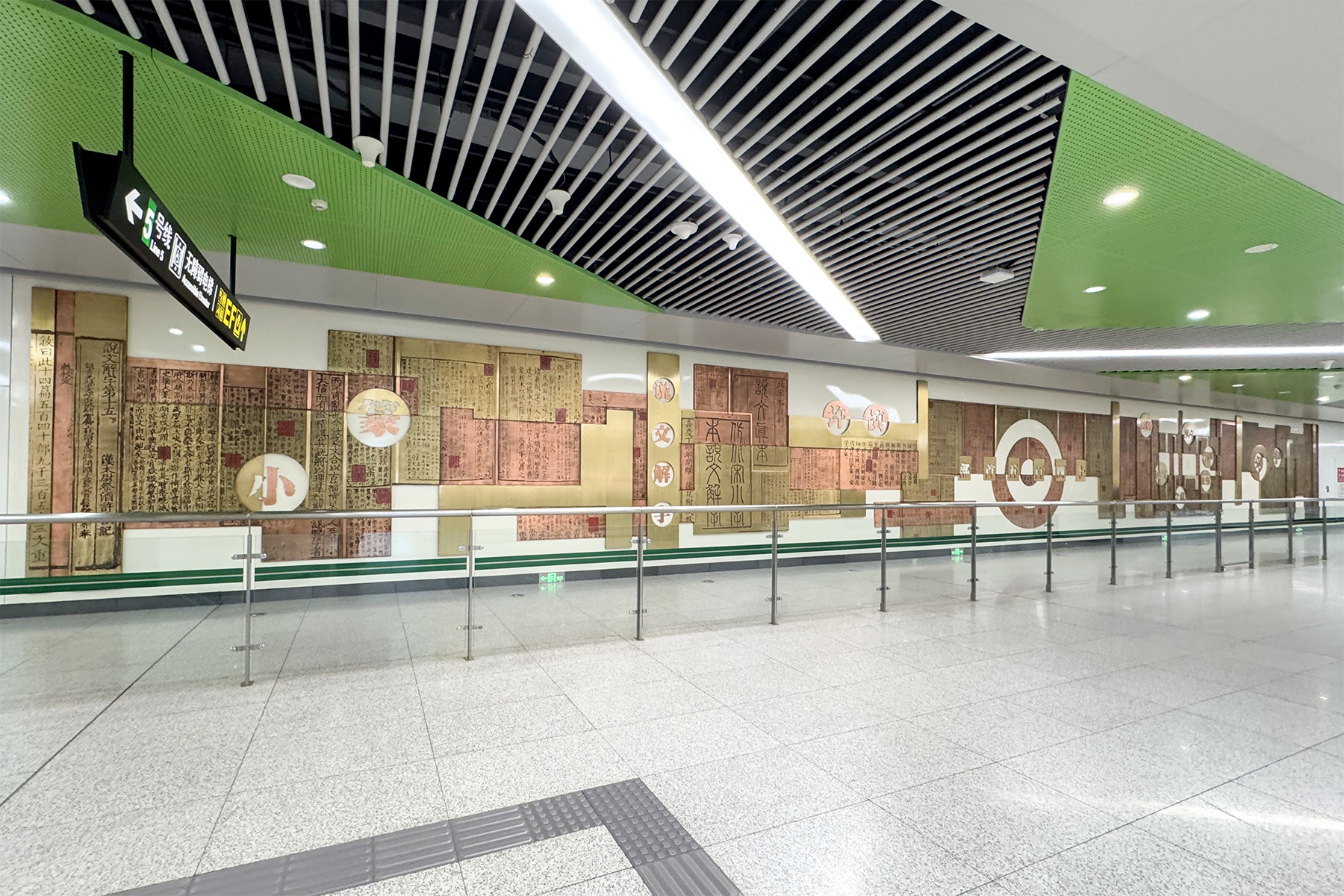
5号线站厅内的“说文解字”文化墙
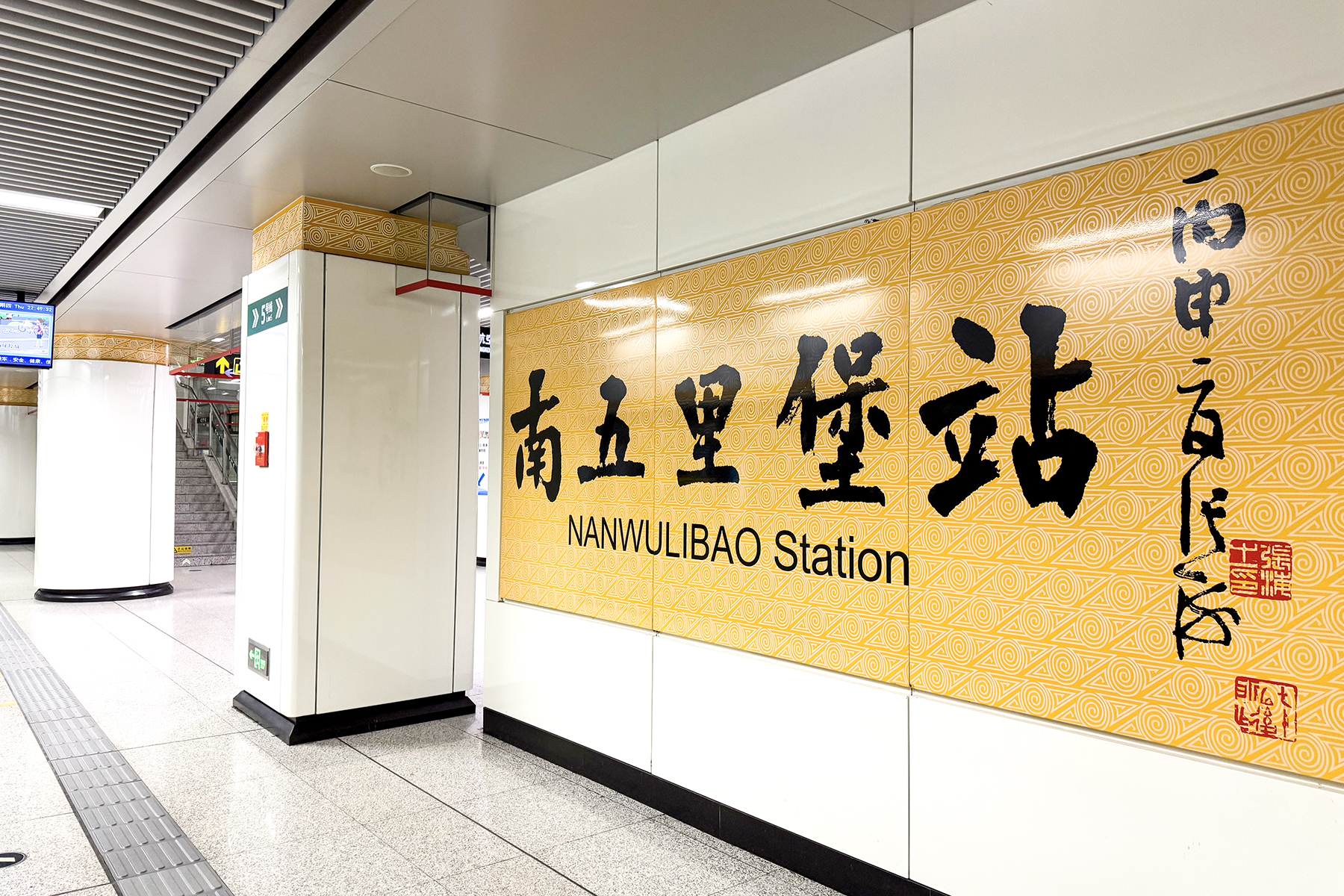
2号线站台上的站名大字壁
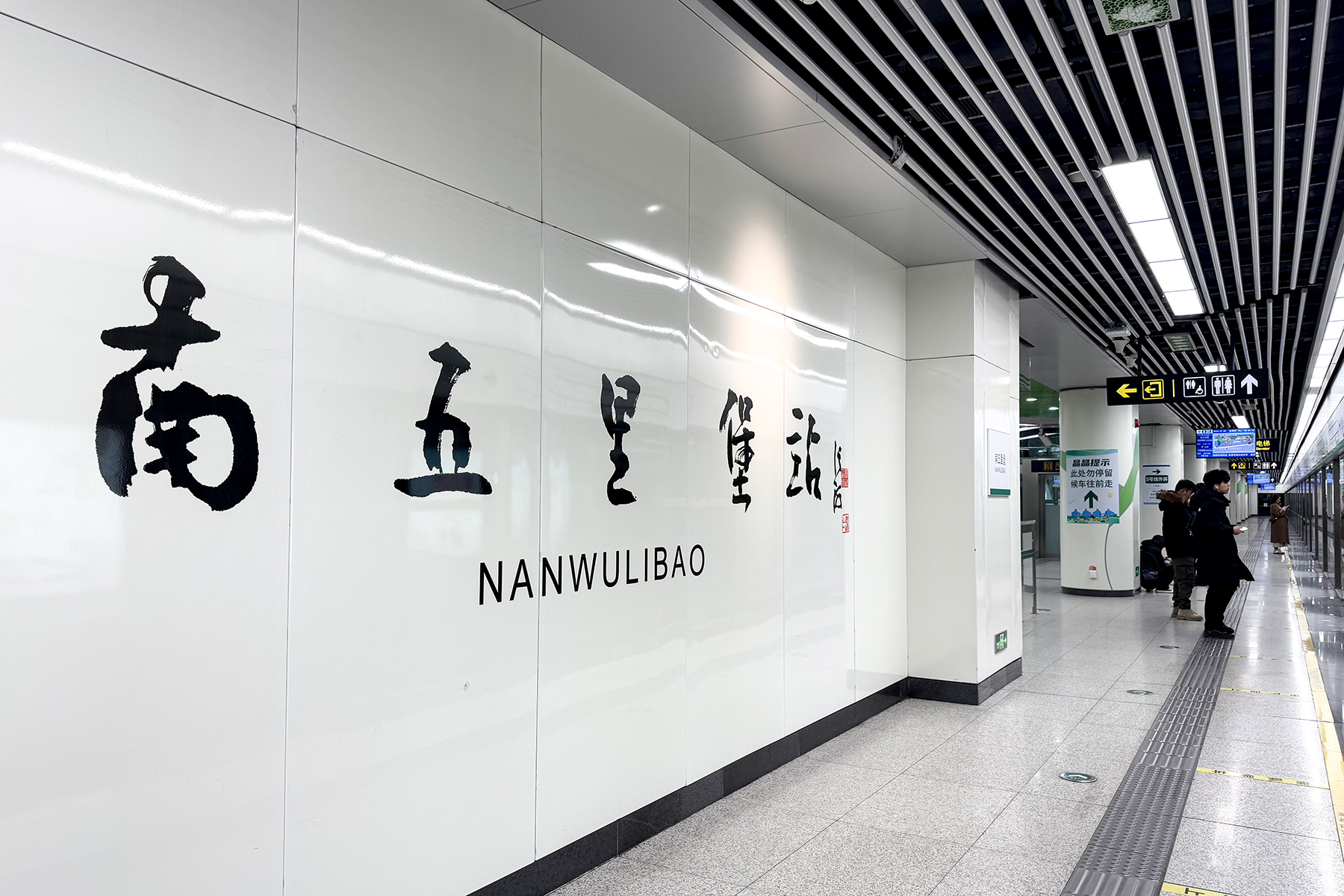
5号线站台上的站名大字壁